# Bruinvleugeltiran
De bruinvleugeltiran (Myiarchus oberi) is een zangvogel uit de familie Tyrannidae (tirannen).

## Verspreiding en leefgebied
Deze soort komt voor op de Kleine Antillen en telt vier ondersoorten:
- M. o. berlepschii: Saint Kitts, Barbuda en Nevis.
- M. o. oberi: Dominica en Guadeloupe.
- M. o. sclateri: Martinique.
- M. o. sanctaeluciae: Saint Lucia.

## Status
De grootte van de populatie is niet gekwantificeerd maar de soort wordt omschreven als schaars tot vrij algemeen. Op de Rode lijst van de IUCN heeft deze soort de status niet bedreigd.